# اعتراف یک دختر
اعتراف یک دختر (انگلیسی: One Girl's Confession) یک فیلم نوآر به کارگردانی، نویسندگی و تهیه‌کنندگی هوگو هاس محصول سال ۱۹۵۳ کشور ایالات متحده آمریکا است.

## بازیگران
- کلئو مور در نقش Mary Adams
- هوگو هاس در نقش Dragomie Damitrof
- برت ماستین در نقش Gardener
- راس کانوی در نقش Police Officer
- گین ویتمن در نقش District Attorney
- مارتا ونتورت در نقش Old Lady
- گلن لنگان در نقش Johnny